# Amerikaanse auto in 2014
Dit artikel geeft een overzicht van alle Amerikaanse personenwagens die in 2014 op de markt kwamen. De auto's staan alfabetisch gerangschikt per merk.

## Noord-Amerika
| Acura |                  | concern:                                | Honda Japan |
| Acura | divisie:         |                                         |             |
| Acura | merk:            | Acura Verenigde Staten                  |             |
| Acura | model:           | TLX sedan (1e generatie)                |             |
| Acura | einde productie: | 2020                                    |             |
| Acura | productieaantal: | ca. 250.000 (verkocht in Noord-Amerika) |             |

| Buick |                  | concern:                                                                                         | General Motors Verenigde Staten / Shanghai General Motors China |
| Buick | divisie:         |                                                                                                  |                                                                 |
| Buick | merk:            | Buick Verenigde Staten                                                                           |                                                                 |
| Buick | model:           | Envision cross-over-suv (1e generatie; verscheen eerst in China en pas in 2016 in Noord-Amerika) |                                                                 |
| Buick | einde productie: | 2020                                                                                             |                                                                 |
| Buick | productieaantal: | ca. 200.000 (verkocht in Noord-Amerika)                                                          |                                                                 |

| Cadillac |                  | concern:                                   | General Motors Verenigde Staten |
| Cadillac | divisie:         |                                            |                                 |
| Cadillac | merk:            | Cadillac Verenigde Staten                  |                                 |
| Cadillac | model:           | ATS Coupe (afgeleid van de sedan uit 2012) |                                 |
| Cadillac | einde productie: | juli 2019                                  |                                 |
| Cadillac | productieaantal: | ?                                          |                                 |

| Chevrolet GMC |                  | concern: | General Motors Verenigde Staten |
| Chevrolet GMC | divisie:         | |                                 |
| Chevrolet GMC | merk:            | Chevrolet en GMC Verenigde Staten |                                 |
| Chevrolet GMC | model:           | Colorado pick-up (Chevrolet; gebaseerd op de uit Azië afkomstige 2e generatie uit 2012) Canyon (2e generatie; badge-engineered variant van GMC) |                                 |
| Chevrolet GMC | einde productie: | 2022 |                                 |
| Chevrolet GMC | productieaantal: | ca. 800.000 Colorado en 300.000 Canyon (verkocht in Noord-Amerika)                                                                              |                                 |

| Chevrolet GMC Cadillac |                  | concern: | General Motors Verenigde Staten |
| Chevrolet GMC Cadillac | divisie:         | |                                 |
| Chevrolet GMC Cadillac | merk:            | Chevrolet, GMC en Cadillac Verenigde Staten |                                 |
| Chevrolet GMC Cadillac | model:           | Tahoe suv (Chevrolet; 4e generatie) Suburban (Chevrolet; 11e generatie; variant met verlengde wielbasis) Yukon / verlengde Yukon XL (4e generatie; badge-engineered variant van GMC) Escalade / verlengde Escalade ESV (4e generatie; badge-engineered luxueuzer variant van Cadillac) |                                 |
| Chevrolet GMC Cadillac | einde productie: | 2020 |                                 |
| Chevrolet GMC Cadillac | productieaantal: | ca. 600.000 Tahoe, 350.000 Suburban, 500.000 Yukon (inclusief XL) en 300.000 Escalade (inclusief ESV) (verkocht in Noord-Amerika) |                                 |

| Chrysler |                  | concern:                                       | Fiat Chrysler Automobiles Italië, Verenigde Staten |
| Chrysler | divisie:         |                                                |                                                    |
| Chrysler | merk:            | Chrysler Verenigde Staten                      |                                                    |
| Chrysler | model:           | 200 sedan (2e generatie)                       |                                                    |
| Chrysler | einde productie: | 2 december 2016                                |                                                    |
| Chrysler | productieaantal: | een kleine 400.000 (verkocht in Noord-Amerika) |                                                    |

| Dodge |                  | concern:                                                                     | Fiat Chrysler Automobiles Italië, Verenigde Staten |
| Dodge | divisie:         |                                                                              |                                                    |
| Dodge | merk:            | Dodge Verenigde Staten                                                       |                                                    |
| Dodge | model:           | Challenger SRT Hellcat coupé (krachtiger variant van de Challenger uit 2008) |                                                    |
| Dodge | einde productie: | december 2023                                                                |                                                    |
| Dodge | productieaantal: | ?                                                                            |                                                    |

| Ford |                  | concern:                                                                  | onafhankelijk |
| Ford | divisie:         |                                                                           |               |
| Ford | merk:            | Ford Verenigde Staten                                                     |               |
| Ford | model:           | Edge cross-over-suv (2e generatie; kwam in 2016 ook op de Europese markt) |               |
| Ford | einde productie: | 26 april 2024                                                             |               |
| Ford | productieaantal: | ruim 1,3 miljoen (verkocht in Noord-Amerika en Europa)                    |               |

| Ford |                  | concern:                                                                                               | onafhankelijk |
| Ford | divisie:         | |               |
| Ford | merk:            | Ford Verenigde Staten                                                                                  |               |
| Ford | model:           | F-150 twee- en vierdeurpick-up (13e generatie; de F-250 en F-350 Super Duty-varianten volgden in 2016) |               |
| Ford | einde productie: | 2020                                                                                                   |               |
| Ford | productieaantal: | ca. 6 miljoen (verkocht in Noord-Amerika; inclusief de Super Duty-varianten)                           |               |

| Ford |                  | concern:                                          | onafhankelijk |
| Ford | divisie:         |                                                   |               |
| Ford | merk:            | Ford Verenigde Staten                             |               |
| Ford | model:           | Mustang coupé / cabriolet (6e generatie)          |               |
| Ford | einde productie: | 6 april 2023                                      |               |
| Ford | productieaantal: | ca. 800.000 (verkocht in Noord-Amerika en Europa) |               |

| Jeep |                  | concern:                                                                               | Fiat Chrysler Automobiles Italië, Verenigde Staten |
| Jeep | divisie:         |                                                                                        |                                                    |
| Jeep | merk:            | Jeep Verenigde Staten                                                                  |                                                    |
| Jeep | model:           | Renegade cross-over-suv (1 generatie; verdween in 2023 van de Noord-Amerikaanse markt) |                                                    |
| Jeep | einde productie: | ?                                                                                      |                                                    |
| Jeep | productieaantal: | ruim 1,25 miljoen (tegen 2025 verkocht in Noord-Amerika, Europa en China)              |                                                    |

| Lincoln |                  | concern:                                         | Ford Motor Company Verenigde Staten |
| Lincoln | divisie:         |                                                  |                                     |
| Lincoln | merk:            | Lincoln Verenigde Staten                         |                                     |
| Lincoln | model:           | MKC cross-over-suv (1 generatie)                 |                                     |
| Lincoln | einde productie: | 2019                                             |                                     |
| Lincoln | productieaantal: | ca. 200.000 (verkocht in Noord-Amerika en China) |                                     |

| Ram |                  | concern:                                                                                          | Fiat Chrysler Automobiles Italië, Verenigde Staten |
| Ram | divisie:         |                                                                                                   |                                                    |
| Ram | merk:            | Ram Verenigde Staten                                                                              |                                                    |
| Ram | model:           | ProMaster City Cargo Van bestelwagen / Wagon ludospace (badge-engineered 2e generatie Fiat Doblò) |                                                    |
| Ram | einde productie: | 2022                                                                                              |                                                    |
| Ram | productieaantal: | ca. 130.000 (verkocht in Noord-Amerika)                                                           |                                                    |

## Latijns-Amerika
| Dodge |                  | concern: | Fiat Chrysler Automobiles Italië, Verenigde Staten |
| Dodge | divisie:         | |                                                    |
| Dodge | merk:            | Dodge Verenigde Staten                                                                                      |                                                    |
| Dodge | model:           | Vision kleine sedan (3e generatie; badge-engineered 2e generatie Fiat Grand Siena voor de Mexicaanse markt) |                                                    |
| Dodge | einde productie: | ca. 2018 |                                                    |
| Dodge | productieaantal: | ? |                                                    |

| Ford |                  | concern:                                                                                                | onafhankelijk |
| Ford | divisie:         | Ford do Brasil Brazilië                                                                                 |               |
| Ford | merk:            | Ford Verenigde Staten                                                                                   |               |
| Ford | model:           | Ka vijfdeurhatchback / Ka+ sedan (3e generatie; in 2016 kwam de hatchback op de Europese markt als Ka+) |               |
| Ford | einde productie: | 2021 |               |
| Ford | productieaantal: | ? |               |

| Ram |                  | concern:                                                                                             | Fiat Chrysler Automobiles Italië, Verenigde Staten |
| Ram | divisie:         | |                                                    |
| Ram | merk:            | Ram Verenigde Staten                                                                                 |                                                    |
| Ram | model:           | 700 kleine twee- en vierdeurpick-up (badge-engineered in Brazilië gebouwde 1e generatie Fiat Strada) |                                                    |
| Ram | einde productie: | ca. 2019                                                                                             |                                                    |
| Ram | productieaantal: | ? |                                                    |

| Renault |                  | concern:                                                                                             | Renault Frankrijk |
| Renault | divisie:         | Renault do Brasil Brazilië                                                                           |                   |
| Renault | merk:            | Renault Frankrijk                                                                                    |                   |
| Renault | model:           | Sandero vijfdeurhatchback / Sandero Stepway cross-over (badge-engineered 2e generatie Dacia Sandero) |                   |
| Renault | einde productie: | maart 2025                                                                                           |                   |
| Renault | productieaantal: | ? |                   |